# سینن مانگا
سِینِن مانگا (به ژاپنی: 青年漫画) (به انگلیسی: Seinen Manga) (به معنی مرد جوان)، به سبکی از مانگا و انیمه گفته می‌شود که مخاطب آن معمولاً مردهای بین ۱۸ تا ۴۰ سال را در بر می‌گیرد. این سبک از مانگا بسیار پیچیده‌تر از سبک همتای خود یعنی شونن مانگا می‌باشد و دارای ویژگی‌های دیگری همچون خشونت بالا، طنز، مسائل جنسی و روانی می‌باشد. به عبارت دیگر سینن برای مخاطبان بالغ در نظر گرفته شده است. در مقایسه با سبک شونن، سینن دارای بینندگان کمتری است، چون مخاطبان جوان‌تر اوقات فراغت بیشتری در دسترس دارند که این دلیل باعث شده این سبک کمتر در بین عموم شناخته شود. معادل این سبک برای مخاطبان مؤنث به نام «جوسی» به معنی خانم می‌باشد.
بیشتر تمرکز در سبک سینن بر روی داستان است و کمتر بر روی صحنه‌های اکشن کار می‌شود و شخصیت پردازی و اثر متقابل آن‌ها نیز اغلب به صورت توسعه یافته و بسیار بالغانه است. به‌طور کلی سبک سینن تمایل شدیدی به ریشه در رئالیسم و واقعیت دارد به همراه اضافه کردن بسیاری از جزئیات اتفاقی برای بالا بردن حس واقع گرایانه و حتی اضافه کردن عناصر فانتزی که می‌تواند موضوع منطق بالای واقع گرایانه باشد. شخصیت اصلی داستان می‌تواند از هر جنس و در هر سنی باشد، اما تمایل بزرگسالان برای ایفای شخصیت اصلی در این نوع سبک همانند مخاطبانش بیشتر است. در این میان سبک هنتای نیز (به غیر از یائویی) عمدتاً مخاطبان سینن را هدف قرار می‌دهد. سینن مانگا دارای طیف گسترده‌ای از سبک‌های هنری و همچنین تنوع در داستان اصلی است. مثال‌هایی برای مجموعه‌های سینن عبارتند از: آکیرا، برزرک، هیولا، خاطرات پلاستیک،شبح درون پوسته، آه خدای من، هلسینگ، توکیو غول، موشی‌شی، ساخته شده در آبیس.
اغلب مجلات مانگا ژاپنی با لغت جوان در نام خود (به‌طور مثال ویکلی یانگ جامپ)، به عنوان مجلات سینن در نظر گرفته می‌شوند. از دیگر مجلات محبوب ژاپنی در سبک سینن می‌توان به یانگ مگزین، ویکلی یانگ ساندی، ماهنامه افترنون، اولترا جامپ و بیزنس جامپ اشاره کرد.